# فرودگاه دریاچه الک
فرودگاه دریاچه الک (به انگلیسی: Elk Lake Airport) یک فرودگاه خصوصی است که یک باند فرود چمن و برف دارد و طول باند آن ۶۱۰ متر است. این فرودگاه در کشور کانادا قرار دارد و در ارتفاع ۲۹۰ متری از سطح دریا واقع شده است.